# Toutens
Toutens é uma comuna francesa na região administrativa da Occitânia, no departamento do Alto Garona. Estende-se por uma área de 4.86 km², com 345 habitantes, segundo os censos de 2018, com uma densidade de 71 hab/km².